# Машаков, Александр Родионович
Алекса́ндр Родио́нович Машако́в (5 мая 1914, дер. Татарская Гора (ныне Кривецкое сельское поселение, Пудожский район Карелии — 2 октября 1943 года, остров Сычев на р. Днепр, Украина) — Герой Советского Союза (1944), командир роты воздушно-десантного полка, гвардии капитан.

## Биография
Родился в крестьянской семье. Русский. После смерти родителей, с восьмилетнего возраста воспитывался в семье старшего брата Михаила Родионовича. После окончания семилетней школы работал в колхозе, на строительстве объектов Беломорско-Балтийского канала в селе Сорока, в пожарной части г. Кемь.
В 1936 году призван в РККА, в 1939 году окончил курсы младших командиров, участник Советско-финской войны (1939—1940).
С начала Великой Отечественной войны — лейтенант, командовал взводом на Карельском фронте, был тяжело ранен. После лечения в госпитале был направлен на Западный фронт, участник битвы за Москву. Член ВКП(б) с 1942 года.
В 1942 году, после прохождения переподготовки на Высших командных курсах «Выстрел», был направлен на Воронежский фронт, участник сражения на Курской дуге.
В ночь на 2 октября 1943 года командир роты автоматчиков 29-го гвардейского воздушно-десантного полка 7-й гвардейской воздушно-десантной дивизии 4-й гвардейской армии капитан Александр Машаков во главе группы автоматчиков преодолел основное русло реки Днепр и высадился на острове Сычев, где уничтожил гарнизон противника и удерживал остров под ураганным миномётным огнём, отбивая контратаки. Погиб, прикрывая отход боевых товарищей.
Указом Президиума Верховного Совета СССР «О присвоении звания Героя Советского Союза генералам, офицерскому, сержантскому и рядовому составу Красной Армии» от 22 февраля 1944 года за «образцовое выполнение боевых заданий командования при форсировании реки Днепр, развитие боевых успехов на правом берегу реки и проявленные при этом отвагу и геройство» удостоен посмертно звания Героя Советского Союза.
Похоронен в Братской могиле на центральной площади посёлка Градижск Полтавской области Украины.

## Память
- В городе Пудож Республики Карелия имя героя носит улица, установлена стела.
- В Петрозаводске именем героя названа улица.
- В Петрозаводске портрет А. Р. Машакова установлен в Галерее Героев Советского Союза — уроженцев Карелии.
- Мемориальная доска в память о Машакове установлена Российским военно-историческим обществом на здании школе деревни Усть-Река Пудожского района, где он учился.